# 今渕政明
今渕 政明 (いまぶち まさあき) は、安土桃山時代の人物。
南部家の家臣であり南部信直に仕えた。
今淵将監、今淵政明、外ヶ浜半九郎とも呼ばれる。将監と称しているが、任官されていたかは不明である。南部家直の祖父。

## 略歴
誕生年、誕生した場所、両親は不明ながら参考諸家系図によれば、本姓は佐々木で佐々木氏の一族とされる。また、猿ケ石叢書 第13輯によれば、幼名は半九郎。南部信直に仕える以前は、浪岡城の浪岡氏に仕えていたようである。天正中に南部信直より津軽郡外ヶ浜村を与えられ、居住した。
その後外ヶ浜村に代わり今渕村(現今別町)を与えられ、姓を地名から取り今渕(今淵)へと改めた。天正16年に大浦為信が南部家に対して反乱を起こすと、三戸へ移住した。
移住後は現在の二戸市上里地区付近に采地を与えられたようである。年は不明ながら、南部利直の時代に嫡男の政慶に家督を譲っている。

## 余談
同時期に今渕村を領有していたとされ、大浦氏反乱の際に南部領へ逃亡した今淵将監平杢之助俊忠、永禄年間に今淵村を領有していた今淵将監佐々木杢之助との関連性は不明である。
平杢之助俊忠、佐々木杢之助は共に北畠氏家臣であり、また平杢之助俊忠の娘は北畠具運の正室であった。